# Carl Hoefkens
Carl Hoefkens (Lier, Bélgica, 6 de octubre de 1978) es un exfutbolista y entrenador belga. Actualmente dirige al NAC Breda de la Eredivisie.

## Carrera como jugador

### Inicios
Nacido en Lier, Bélgica, Hoefkens comenzó su carrera en K. Lierse S.K. y tocó allí durante seis años. Hizo su gran avance con Lierse en primera clase y ganó la Copa de Bélgica en 1999, superando al Standard de Lieja en la final por 3-1. Posteriormente, se mudó al Lommel pero su movimiento se convirtió en una pesadilla, cuando el club quebró en 2003. En el verano de 2003, llegó al Germinal Beerschot, el equipo de primera clase de la ciudad belga de Amberes. Allí, se convirtió en uno de los pilares del equipo. En su segunda temporada, ganó la copa en la final contra el Club Brujas, entonces campeón de Bélgica. Hoefkens todavía es apreciado por los fanáticos de Beerschot; un grupo de aficionados del club ha viajado en numerosas ocasiones a Inglaterra para verle jugar.

### Stoke City
En el verano de 2005, el entrenador del Stoke City, Johan Boskamp lo contrató por una tarifa no revelada. Hizo su debut con el club en un empate 0-0 contra el Sheffield Wednesday el 6 de agosto de 2005. Hoefkens se convirtió en un siempre presente en la alineación del Stoke y vistió la camiseta N°2.
Hoefkens recibió elogios por sus actuaciones en su primera temporada en el fútbol inglés. Se convirtió en el favorito de los fanáticos en Stoke y fue coronado Jugador del año de 'Fans' en la temporada 2005-06. 
Durante la ventana de transferencia de enero de 2007, se vinculó con un regreso a Bélgica, y el Club Brujas, según los informes, estaba interesado en él. También fue lanzador de penales para Stoke antes de la llegada de Danny Higginbotham, sin embargo, aún mantuvo un récord del 100% para el club. Hoefkens impresionó tanto al entrenador como a los fanáticos con su habilidad técnica durante la temporada 2006-07. También fue elogiado por su versatilidad, ya que actuó como extremo o mediocampista central en ocasiones en las últimas etapas de la temporada.
Se temía que Hoefkens se hubiera roto un hueso del pie en un partido de la clasificación para la Eurocopa 2008 contra Portugal, sin embargo, un estudio reveló que no había daño.

### West Bromwich Albion
Stoke aceptó una oferta por Hoefkens del West Bromwich Albion el 4 de agosto de 2007. Se unió al club el 7 de agosto de 2007 en un acuerdo de £750,000 y se le ofreció un contrato de dos años más un año adicional como opción. Hoefkens hizo su debut en Albion en una derrota por 2-1 ante el Burnley en el día inaugural de la temporada 2007-08. Una semana después, Hoefkens fue nombrado en el Equipo del Championship de la Semana, luego de su actuación en la victoria en casa por 2-0 sobre el Preston North End. Es conocido por sus compañeros de equipo de West Brom como "Wolverine", debido a su parecido con el héroe del cómic de los X-Men.
Hoefkens fue liberado de su contrato en el verano de 2009.

### Regreso a Bélgica
El 25 de agosto de 2009, el Club Brujas lo fichó por dos años. Se convirtió en capitán en la temporada 2010-11 y después de que terminó la temporada, firmó por un año más con el club. Después de 4 años y 127 apariciones con el club, Hoefkens se mudó al Lierse en 2013, donde pasó una temporada antes de mudarse al Oostende.

### Gibraltar y retiro
En agosto de 2015, después de su salida de Oostende, Hoefkens fichó por el Manchester 62 de la Liga Nacional de Gibraltar, que venció a la competencia del actual campeón Lincoln Red Imps por su firma. Firmó términos semiprofesionales no revelados para el equipo y ayudó en el desarrollo del equipo joven de David Ochello, haciendo su debut el 26 de septiembre en una victoria por 1-0 sobre el Glacis United. Después de 19 partidos de liga y 2 goles cuando los Diablos Rojos de Gibraltar terminaron sextos en la liga, se retiró al final de la temporada 2015-16.

## Selección nacional
Fue internacional con la selección de fútbol de Bélgica en 22 partidos y anotó un gol.

## Carrera como entrenador
A finales de enero de 2018, Hoefkens fue contratado como ojeador del Knokke.
El 28 de mayo de 2018, se confirmó que Hoefkens regresaría al Club Brujas donde trabajaría como entrenador asistente y entrenador de talentos para los equipos U21 y U18. En junio de 2019, asumió un nuevo rol como parte del cuerpo técnico del primer equipo, donde tendría la tarea específica de guiar a los jóvenes talentos y proporcionar el vínculo entre la academia y el primer equipo. En mayo de 2022, Hoefkens asumió como entrenador del club, firmando un contrato con duración indefinida. En la UEFA Champions League 2022-23, llevó al equipo a la fase eliminatoria por primera vez en la era de la Liga de Campeones de la UEFA. El 28 de diciembre de 2022, se anunció la rescisión de su contrato luego de los malos resultados en la liga.
En junio de 2023, fue confirmado como nuevo entrenador del Standard de Lieja y firmó un contrato por tres años.En diciembre del mismo año, fue despedido de su cargo luego de una serie de malos resultados.
El 6 de junio de 2024, fue anunciado como técnico del NAC Breda por tres temporadas.

## Clubes y estadísticas

### Como jugador
| Club                 | País       | Año       |
| -------------------- | ---------- | --------- |
| Lierse SK            | Bélgica    | 1996-2001 |
| KFC Lommel           | Bélgica    | 2001-2003 |
| KVC Westerlo         | Bélgica    | 2003      |
| Germinal Beerschot   | Bélgica    | 2003-2005 |
| Stoke City           | Inglaterra | 2005-2007 |
| West Bromwich Albion | Inglaterra | 2007-2009 |
| Club Brujas          | Bélgica    | 2009-2013 |
| Lierse SK            | Bélgica    | 2013-2014 |
| KV Oostende          | Bélgica    | 2014-2015 |
| Manchester 62        | Gibraltar  | 2015-2016 |

### Como entrenador
| Equipo                      | Div.                | Temporada           | Liga  | Liga | Liga | Liga | Liga |       | Copa | Copa | Copa | Copa  |   | Internacional | Internacional | Internacional | Internacional | Internacional |   | Otros | Otros | Otros | Otros |    | Totales     | Totales | Totales | Totales | Totales | Totales | Totales | Totales |
| Equipo                      | Div.                | Temporada           | Part. | G    | E    | P    | Pos. | Part. | G    | E    | P    | Part. | G | E             | P             | Pos.          | Part.         | G             | E | P     | Part. | G     | E     | P  | Rendimiento | GF      | GC      | Dif.    |         |         |         |         |
| --------------------------- | ------------------- | ------------------- | ----- | ---- | ---- | ---- | ---- | ----- | ---- | ---- | ---- | ----- | - | ------------- | ------------- | ------------- | ------------- | ------------- | - | ----- | ----- | ----- | ----- | -- | ----------- | ------- | ------- | ------- | ------- | ------- | ------- | ------- |
| Club Brujas · Bélgica       | 1.ª                 | 2022-23             | 18    | 10   | 4    | 4    | Inc. | 2     | 1    | 0    | 1    | 6     | 3 | 2             | 1             | Inc.          | 1             | 1             | 0 | 0     | 27    | 15    | 6     | 6  | 62.97%      | 46      | 29      | +17     |         |         |         |         |
| Club Brujas · Bélgica       | Total               | Total               | 18    | 10   | 4    | 4    | -    | 2     | 1    | 0    | 1    | 6     | 3 | 2             | 1             | -             | 1             | 1             | 0 | 0     | 27    | 15    | 6     | 6  | 62.97%      | 46      | 29      | +17     |         |         |         |         |
| Standard de Lieja · Bélgica | 1.ª                 | 2023-24             | 20    | 5    | 8    | 7    | Inc. | 2     | 1    | 0    | 1    | -     | - | -             | -             | -             | -             | -             | - | -     | 22    | 6     | 8     | 8  | 39.39%      | 24      | 31      | -7      |         |         |         |         |
| Standard de Lieja · Bélgica | Total               | Total               | 20    | 5    | 8    | 7    | -    | 2     | 1    | 0    | 1    | -     | - | -             | -             | -             | -             | -             | - | -     | 22    | 6     | 8     | 8  | 39.39%      | 24      | 31      | -7      |         |         |         |         |
| NAC Breda · Países Bajos    | 1.ª                 | 2024-25             | 34    | 8    | 9    | 17   | 15.º | 1     | 0    | 0    | 1    | -     | - | -             | -             | -             | -             | -             | - | -     | 35    | 8     | 9     | 18 | 31.43%      | 35      | 60      | -25     |         |         |         |         |
| NAC Breda · Países Bajos    | 1.ª                 | 2025-26             | 2     | 1    | 0    | 1    | -    | 0     | 0    | 0    | 0    | -     | - | -             | -             | -             | -             | -             | - | -     | 2     | 1     | 0     | 1  | 50%         | 2       | 3       | -1      |         |         |         |         |
| NAC Breda · Países Bajos    | Total               | Total               | 36    | 9    | 9    | 18   | -    | 1     | 0    | 0    | 1    | -     | - | -             | -             | -             | -             | -             | - | -     | 37    | 9     | 9     | 19 | 32.43%      | 37      | 63      | -26     |         |         |         |         |
| Total en su carrera         | Total en su carrera | Total en su carrera | 74    | 24   | 21   | 29   | -    | 5     | 2    | 0    | 3    | 6     | 3 | 2             | 1             | -             | 1             | 1             | 0 | 0     | 86    | 30    | 23    | 33 | 43.79%      | 107     | 123     | -16     |         |         |         |         |
| 1. 2. 3.                    |                     |                     |       |      |      |      |      |       |      |      |      |       |   |               |               |               |               |               |   |       |       |       |       |    |             |         |         |         |         |         |         |         |

#### Resumen por competiciones
| Competición                  | Partidos | Ganados | Empatados | Perdidos | %      |
| ---------------------------- | -------- | ------- | --------- | -------- | ------ |
| Primera División de Bélgica  | 38       | 15      | 12        | 11       | 50%    |
| Copa de Bélgica              | 4        | 2       | 0         | 2        | 50%    |
| Supercopa de Bélgica         | 1        | 1       | 0         | 0        | 100%   |
| Eredivisie                   | 36       | 9       | 9         | 18       | 33.33% |
| Copa de los Países Bajos     | 1        | 0       | 0         | 1        | 0%     |
| Liga de Campeones de la UEFA | 6        | 3       | 2         | 1        | 61.11% |
| TOTAL                        | 86       | 30      | 23        | 33       | 43.79% |

## Palmarés

### Como jugador

#### Campeonatos nacionales
| Título                      | Club                 | País       | Año     |
| --------------------------- | -------------------- | ---------- | ------- |
| Primera División de Bélgica | Lierse SK            | Bélgica    | 1996-97 |
| Supercopa de Bélgica        | Lierse SK            | Bélgica    | 1997    |
| Copa de Bélgica             | Lierse SK            | Bélgica    | 1998-99 |
| Supercopa de Bélgica        | Lierse SK            | Bélgica    | 1999    |
| Copa de Bélgica             | Germinal Beerschot   | Bélgica    | 2004-05 |
| EFL Championship            | West Bromwich Albion | Inglaterra | 2007-08 |

### Como entrenador

#### Campeonatos nacionales
| Título               | Club        | País    | Año  |
| -------------------- | ----------- | ------- | ---- |
| Supercopa de Bélgica | Club Brujas | Bélgica | 2022 |